# Charles Lenoble-Chataux
Pour l’article homonyme, voir Lenoble.
Charles Lenoble-Chataux est un homme politique français né le 4 mars 1789 à Vitry-le-François (Marne) et décédé le 21 février 1853 à Reims (Marne).
Avocat en 1813, il est procureur du roi à Vitry-le-François en 1834. Conseiller général en 1833, il est député de la Marne de 1842 à 1848, siégeant dans la majorité soutenant la Monarchie de Juillet.

## Sources
- « Dictionnaire des parlementaires français de 1789 à 1889 (Adolphe Robert, Edgar Bourloton et Gaston Cougny) », sur gallica BNF (consulté le 6 décembre 2013)